# Centrochloa
Centrochloa  Swallen é um género botânico pertencente à família Poaceae, subfamília Panicoideae, tribo Paniceae.
O gênero apresenta uma única espécie. Ocorre na América do Sul.

## Espécie
- Centrochloa singularis Swallen